# Елембаевское сельское поселение
Елембаевское се́льское поселе́ние — упразднённое муниципальное образование в Новоторъяльском районе Марий Эл Российской Федерации.
Административным центром поселения была деревня Елембаево.

## История
Статус и границы сельского поселения были установлены Законом Республики Марий Эл от 18 июня 2004 года № 15-З «О статусе, границах и составе муниципальных районов, городских округов в Республике Марий Эл».
1 апреля 2009 года Елембаевское сельское поселение было упразднено, населённые пункты вошли в состав Пектубаевского сельского поселения.

## Состав сельского поселения
В состав поселения входили 11 деревень и один посёлок:
| №  | Населённый пункт | Тип населённого пункта          | Население |
| -- | ---------------- | ------------------------------- | --------- |
| 1  | Долбачи          | деревня                         | 53        |
| 2  | Егорята-Мишата   | деревня                         | 11        |
| 3  | Ексей-Елкино     | деревня                         | 13        |
| 4  | Ексей-Мари       | деревня                         | 4         |
| 5  | Елембаево        | деревня, административный центр | 467       |
| 6  | Исюйка           | деревня                         | 0         |
| 7  | Маркелово        | деревня                         | 192       |
| 8  | Ожигановский     | посёлок                         | 64        |
| 9  | Пижанцы          | деревня                         | 0         |
| 10 | Пушкари          | деревня                         | 5         |
| 11 | Репино           | деревня                         | 7         |
| 12 | Русский Шуй      | деревня                         | 25        |